# Will Young
Pour les articles homonymes, voir Young.
William Robert « Will » Young, né le 20 janvier 1979, est un chanteur (auteur-interprète) et acteur britannique. Sa carrière prit son envol en 2002 lorsqu’il fut sacré gagnant de la première saison du concours télévisé Pop Idol en février, faisant de lui le tout premier gagnant du format des séries « d’idole » maintenant connu à travers le globe. Il a vendu plus de huit millions d’albums à travers le monde en plus d’avoir gagné plusieurs prix au cours des années. Avec le titre Anything is possible, Il détient le record de singles vendus au cours de la décennie 2000 à 2010 au Royaume-Uni .

## Famille
Will Young est né à Wokingham (Berkshire), en Angleterre, quelques minutes avant son frère jumeau, Rupert Maxwell Young. Il a également une sœur plus âgée, Emma.
Le chanteur est ouvertement homosexuel.

## Éducation
Young fréquenta trois écoles indépendantes, soit le Horris Hill School, près du village de Newtown à Berkshire, le collège Wellington de Berkshire à Crowthorne, à partir de l’âge de treize ans et au collège d’Overbroeck’s à Oxford, Oxfordshire. Il étudia par la suite à l’université d'Exeter, à Exeter, dans le Devon, où il étudia la politique et gradua avec un diplôme d’honneur (2:2). En septembre 2001, il devint étudiant au Arts Educational School de Chiswick, à Londres, et entama un programme de trois ans en théâtre musical avec une bourse.

## Musique

### Pop Idol
Au mois de février 2002, Young devint connu nationalement en gagnant le concours télévisuel Pop Idol, diffusée sur la chaîne télévisée britannique ITV. Contrairement aux dires de la presse qui le percevait comme le underdog (celui qui n’allait pas gagner), après avoir gagné contre le largement favori du public Gareth Gates lors de la finale, émergea le fait que Young avait en fait reçu le plus de votes dans six des neuf rondes comportant un vote du public. Ceci fut publié dans le livre Pop Idol, qui fut sorti peu de temps après la fin de l’émission.
Les chansons que Young a interprétées lors du concours sont les suivantes :
- Audition (choix du participant) : Blame It on the Boogie par The Jacksons
- Rondes de Londres, jour 1, partie 1 : Up on the Roof de The Drifters
- Rondes de Londres, jour 1, partie 2 : All or Nothing de O-Town
- Rondes de Londres, jour 2 : Fastlove de George Michael
- Top 50, demi-finales : Light My Fire de The Doors/José Feliciano
- Top 10 (artistes inspirant) : Until You Come Back to Me d'Aretha Franklin
- Top 9 (chansons de Noël) : Winter Wonderland de Perry Como
- Top 8 (musique de Burt Bacharach) : Wives and Lovers de Jack Jones
- Top 7 (hits de films) : Ain't No Sunshine - Days of Wine and Roses de Bill Withers/ Andy Williams
- Top 6 (chansons de ABBA) : The Name of the Game d'ABBA
- Top 5 (Big Band) : We Are in Love de Harry Connick Jr.
- Top 4 (hits numéro 1) : Night Fever
There Must Be an Angel (Playing with My Heart) de Bee Gees
The Eurythmics
- Top 3 (choix des juges): Beyond the Sea
I Get the Sweetest Feeling de Bobby Darin
Jackie Wilson
- Top 2 : Anything is possible de Will Young et Light My Fire de The Doors et Evergreen de Westlife.

### Carrière post-Idol

#### Enregistrement
Le premier single de Young comprenait la chanson Evergreen de Westlife ainsi que la chanson Anything Is Possible, une nouvelle chanson écrite tout spécialement pour le gagnant de l’émission par Chris Braide et Cathy Dennis. En mars 2002, il devint le single le plus rapidement vendu dans l’histoire de la charte britannique (1 108 659 copies vendues dans sa première semaine.) Il finit par vendre plus de 1,7 million de copies et sur la liste officielle des singles britanniques les mieux vendus de tous les temps sorti plus tard la même année, il s’empara de la 11e position. En 2008, la Official Charts Company lança le Top 40 des meilleures ventes de singles du XXIe siècle (jusqu’à présent) sur laquelle la version de la chanson Evergreen de Will Young atteint le top de la charte. Le 31 décembre 2009, Radio 1 confirma que Anything Is Possible / Evergreen était le single le plus vendu de la décennie 2000 au Royaume-Uni. La chanson Anything Is Possible gagna un prix Novello pour la meilleure chanson (pour la musique et pour les paroles).
Au mois d’octobre 2002, Young lança son premier album; From Now On, sur lequel figurent Evergreen, nommée dans la catégorie du meilleur single en 2003 aux BRIT Awards et Anything Is Possible. Cet album produit trois singles : Light My Fire, The Long and Winding Road (un duo avec Gareth Gates, lancé sur un double A-side avec la chanson Suspicious Minds de Gates) et Don't Let Me Down/You and I (lancé en aide aux enfants dans le besoin. Il gagna son premier BRIT Award en février 2003 dans la catégorie révélation de l’année.
Le deuxième album de Young, Friday's Child, fut lance au mois de décembre 2003. Il comprend les singles Leave Right Now, nommé dans la catégorie du meilleur single britannique pour les dernières 25 années aux BRIT Awards ; Your Game, qui a valu un deuxième BRIT Award pour Young en 2005; et Friday's Child.
En novembre 2005, Young lança son troisième album, Keep On, qui comporte le single All Time Love, nommé dans la catégorie du meilleur single britannique aux BRIT Awards 2007. D’autres singles sur l’album sont Switch It On et Who Am I.
Le quatrième album de Young fut lance le 29 septembre 2008 et atteint le numéro 2, précède du single Changes qui, le 15 septembre, atteint le numéro 10. Son prochain single, Grace, fut lancé le 1er décembre 2008 et atteint le numéro 33 sur la charte des singles britannique. Le troisième single du quatrième album du jeune chanteur fut Let It Go, lance le 2 mars 2009 aux États-Unis, et atteint le numéro 58 sur la charte des singles américain,. Le quatrième et dernier single de cet album est Tell Me the Worst, et fut lancé le 5 juillet 2009 seulement an Angleterre. Il servit à la promo d’un club et comprend quelques remix de Fred Falke.
Lors d’une entrevue avec Digital Spy, il révéla qu’il était en train de travailler sur un album à saveur dance et pop, qui pourrait être lancé à la fin de 2009. Il confirma également qu’il travaillait avec le duo britannique Groove Armada, Superbass, qui a remixé son single sur le top 10 britannique "Changes", et Gregg Alexander, qui a travaillé avec la diva pop britannique Sophie Ellis-Bextor et Geri Halliwell dans le passé. Il a aussi confirmé qu’il travaillait sur un album reprenant des chansons de Noel Coward, mais n’était pas certain si le produit allait s’achever.
La collection des meilleurs hits de Young fut lancée le 16 novembre 2009. Elle inclut deux nouvelles chansons originales, une d’elles étant le single Hopes & Fears. L’album fut un succès sur les chartes, certifié platine par l’industrie phonographique britannique.
En 2010, Will Young collabora avec Groove Armada sur leur album Black Light, faisant les chœurs sur la chanson 'History'.

#### Performances
Au début de 2002, Young de joint aux autres participants de Pop Idol pour une tournée nationale à travers les arénas. Le concert final eut lieu à Wembley et fut donné pour l’œuvre de charité The Prince's Trust, pour laquelle Young est l’ambassadeur avec Gareth Gates et Darius Danesh, ayant respectivement terminé en deuxième et troisième position du concours télévisuel. Au mois de juin 2002, Young performa au concert de Queen Jubilee, au palais de Buckingham, chantant We Are the Champions avec Brian May et Roger Taylor du groupe légendaire Queen.
Durant le mois de juillet 2002, Young chanta à deux concerts avec l’auteur renommé Burt Bacharach à Hammersmith Apollo et à l’événement Liverpool Summerpops. En août, il performa à la cérémonie de clôture des jeux du Commonwealth de 2002, chantant I Get the Sweetest Feeling sous la pluie battante. Il fut reconnu par l’annonceur, Grandmaster Flash, qui dit qu’il n’était pas facile d’entré une émission de talent. En novembre 2002, il apparut au Royal Command Performance.
En novembre 2003, Young performa la chanson du temps de guerre A Nightingale Sang in Berkeley Square (en), accompagné par The Squadronaires au Royal British Legion Festival of Remembrance au Royal Albert Hall à Londres.
Suivant une tournée salle comble dans des théâtres en 2004, Young apparu au concert de la flamme olympique, performant le duo de Papa's Got a Brand New Bag avec la légende du soul James Brown. Plus tard durant l’année, il s’embarqua dans sa première tournée solo à travers les arénas, qui fut également à salles combles. Il fit une autre tournée dans des festivals à l’extérieur à la mi 2005. En juillet 2005, il performa au Edinburgh 50,000 - The Final Push, le dernier concert de Live 8, un concert de charité à Édimbourg afin d’élever la conscience sociale des gens face à la situation en Afrique où il se produit en duo avec James Brown de nouveau, en plus de chanter avec Neneh Cherry et Maxi Jazz de One Giant Leap. Young apparut dans sa deuxième performance de la commande royale.
En mai 2006, il chanta au The Prince’s Trust pour son 30e anniversaire de naissance à la tour de Londres. Du 12 septembre au 2 octobre 2006, Young était en tournée en Angleterre. Sa tournée Keep On Live incluait les chansons de son disque Keep On ainsi qu’une sélection de chansons sur ses albums précédents. La marchandise officielle pour la tournée, souligné par la presse, incluait une plume tip and strip (« paie et déshabille-toi ») qui, lorsque tournée de l’autre côté, montrait Young en sous-vêtements. Au mois d’octobre 2006, Young chanta au concert de Nitin Sawhney dans la série de concerts de BBC Electric Proms. Il poursuivit le tout en donnant une prestation en Afrique du Sud pour la série de concerts de charité Unite of the Stars de Nelson Mandela.
En juillet 2007, il prit part au « concert pour Diana » au stade Wembley. Young faisait partie du spectacle vedette aux Proms in the Park qui se tenait au parc Hyde en septembre 2007, partie intégrante du spectacle Last Night of the Proms. Durant le même mois, il donna une performance au club de jazz de Ronnie Scott avec le Vanguard Big Band. Il prit également part aux Little Noise Sessions, une série de spectacles intimes et acoustiques pour l’œuvre de charité Mencap, venant en aide aux gens ayant des difficultés d’apprentissage. Il performa, en novembre 2007, avec un invité spécial au Islington’s Union Chapel.
En avril 2008, Young apparut de nouveau au club de jazz de Ronnie Scott avec le Vanguard Big Band. Il performa également dans divers festivals à la mi 2008, incluant le Glastonbury Festival, T In the Park en Nouvelle-Écosse et Bestival sur l'Isle of Wight Festival.
Le 24 août 2008, Young fit une apparition à la fête Olympique qui se tenait à "The Mall" à Londres. Il y interpréta les singles Changes et I Can See Clearly Now, qui était originellement chantée par Johnny Nash.
Young chante également sur la bande annonce du film What About Me? de la production 1 Giant Leap.
Young était le chanteur invité à l’émission de télévision X-Factor UK le samedi 1er novembre 2008. Il fut le mentor des candidats restants.
Young donna une tournée à guichet fermé dans les théâtres qui débuta le 16 novembre 2008 et se termina le 13 décembre de la même année, affichant deux spectacles au The Roundhouse à Camden, à Londres.
Le 31 décembre 2008, Young était l’invité sur l’émission de Elton John ; Live New Year Show à l’aréna 02 de Londres. Il se joint à Sir Elton pour la chanson Daniel.
Young monta sur scène à différents festivals en Angleterre durant l’été 2009, dont le Isle of Wight Festival le 13 juin et T4 sur la plage le 19 juillet.
Young était l’un des artistes presents au spectacle Live at Blackpool présenté sur les ondes de la BBC Radio 2 le samedi 5 septembre 2009.
Young partie de nouveau en tournée en Angleterre à la fin de 2009. Il prit la scène à The Waterfront, à Belfast, lors de son spectacle d’ouverture le 9 novembre, et termina au Brighton Centre le 6 décembre.
Récemment, sa chanson de 2003 intitulée Leave Right Now est la chanson de départ pour les candidats éliminés de l’émission American Idol Il participa d’ailleurs à l’mission le 25 mai 2010 et donna son premier concert aux États-Unis le 26 mai au Ultra Suede nightclue à West Hollywood. Il fut également sur la page couverture du magazine américain Instinct (en).

## Autres projets

### Carrière d’acteur
Young ajouta « acteur » à son répertoire lorsqu’il accepta un rôle dans le film de la BBC Madame Henderson présente (Mrs. Henderson Presents), avec Judi Dench et Bob Hoskins, dans lequel il joue de rôle de Bertie. Le film fut lancé en Angleterre en novembre 2005 avec d’excellentes critiques – rien de moins pour la performance de Young en tant qu’acteur et chanteur. La scène, dans laquelle Young apparaît nu, postdata son acceptation au prix « meilleur derrière britannique » de 2005, une accolade à ajouter aux prix qu’il a déjà remportés comme « star de musique le plus stylisé », « meilleur corps », « star la plus sexy », « mieux vêtu » et « meilleurs cheveux. »
Young flancha les planches dans la production The Vortex du Royal Exchange Theatre, produit par Noel Coward. Cette production donna des spectacles de janvier à mars 2007 et Young joua le rôle principal de Nicky Lancaster. Les critiques, incluant Nicholas de Jongh, fut très positives.
Au mois d’octobre 2007, Will fit la narration d’une version audio du roman de Roald Dahl, Danny, champion du monde.
En 2010,, Young endosse le rôle de Casey Croft dans Le Miroir se brisa épisode de la série télévisée Miss Marple, il apparaît également, comme invité, dans un épisode de la série Skins.
En 2011, il rejoint la distribution de la télésérie dramatique Bedlam diffusée sur la chaîne britannique Sky Living. Cette série est basée sur les événements surnaturels survenant dans un ancien asile reconverti en appartements de style « loft ». Bénéficiant d'un budget de 3 millions livres sterling, la série, en six parties, débute le 7 février 2011. Elle est distribuée par BBC Worldwide.

### Documentaires télévisés
En novembre 2004, Young présenta un documentaire intitulé Runaways , une campagne d'aide à l'enfance en détresse (Children in Need). Le documentaire cible les problèmes auxquels font face les adolescents qui quittent la demeure familiale et le désarroi auquel ils font face lorsqu’ils se font approcher, dans les rues et les gares, par des personnes louches qui leur offre drogue et semblant de travail. Sans l'aide de la police pour les ramasser et les conduire dans un centre de refuge, les enfants restent totalement démunis.
Durant le mois de juin 2007, une série de documentaires intitulée Saving Planet Earth fut présentée sur les ondes de BBC. Young filma un épisode sur la sauvegarde des gorilles d’Afrique de l’Ouest durant sa visite en Afrique plus tôt au courant de la même année.
En mars 2009, le programme d’arts The South Bank Show présenta un documentaire d’une heure sur Young qu’on avait filmé durant le cours de l’année alors qu’il s’en retournait pour faire la promotion de l’album Let It Go. On le montre en Islande en train de filmer le vidéo pour le single Let It Go, à l’arrière scène avant sa performance à l’émission The X Factor et lors de sa tournée dans les théâtres du Royaume-Uni du mois de novembre 2009, entre autres.
Young a été fait « compagnon » pour l’Institut de Liverpool pour les arts de la scène.
Young fut un invité sur Top Gear lors du 2e épisode de la 12e saison et réussit le meilleur tour de piste dans sa Chevrolet Lacetti et obtient le meilleur temps 1 min 48 s sur piste humide.
Young produit un documentaire sur la production d’Ennemis jurés d’après Coriolan de Shakespeare de Ralph Fiennes, qui est filmée en Serbie. Il a également un petit rôle dans le film, en plus d’en être le producteur exécutif.

### Débat
Le 27 octobre 2008, Young parla sur Celebrity au Oxford Union, où il montra son intérêt à former un groupe de musique se nommant 'Will Young and the Credit Crunchers'. Il fut également invité à participer à l’émission Question Time après avoir révélé être un fan de l’émission. À cet effet, il participa à l’édition de Dunstable, à Bedfordshire en février 2009.

## Vie personnelle
En mars 2002, Young révéla qu’il est homosexuel, devançant un journal des tabloïdes qui se préparait à l’annoncer. Il a également affirmé qu’il n’a jamais caché et qu’il est à l'aise quant à son orientation sexuelle,.

## Discographie

### Albums studio
- 2002 : From Now On (19 Recordings, BMG, RCA)
- 2003 : Friday’s Child (19 Recordings, BMG, RCA)
- 2005 : Keep On (19 Recordings, BMG, Sony)
- 2008 : Let It Go (19 Recordings, BMG, Sony, RCA )
- 2011 : Echoes (19 Recordings, Sony, RCA)
- 2015 : 85% Proof (Island Records)
- 2019 : Lexicon (Cooking Vinyl)
- 2021 : Crying on the Bathroom Floor (Cooking Vinyl) (Album de reprises)
- 2024 : Light It Up (BMG )

### Compilations
- 2009 : The Hits (19 Recordings, Sony, RCA)
- 2013 : The Essential (19 Recordings, Sony, RCA)

## Vidéographie
- 2003 : Will Young Live (Warner Music Vision)
- 2005 : Live in London (Wembley Arena de Londres, le 21 décembre 2004) (Sony BMG)